# Konfederace
Konfederace je volný spolek nebo sdružení, zpravidla mezi státy. Podle státoprávní teorie lze konfederaci definovat jako volný svazek států ustavený mezinárodní smlouvou, se stálými orgány pro společné záležitosti, jehož členské státy zůstávají subjekty mezinárodního práva a zachovávají si svou suverenitu. Členské státy pak mají na základě konfederační smlouvy ustaveny stálé společné orgány, které spravují vybrané společné záležitosti, které se zpravidla týkají společné obrany, zahraniční politiky a diplomacie, případně měnové a celní politiky. Členské státy konfederace mají obvykle garantováno právo konfederační smlouvou z ní vystoupit. Rozhodnutí konfederace jsou aplikována na členské státy, nikoliv přímo na jejich občany. Členské státy mají možnost zrušení nebo aplikování aktů konfederace. Obdobně automaticky nevzniká společné občanství konfederace, ale zůstává občanství členských států.
Konfederace mohou vznikat jako proces postupného vývoje federace ve volnější státní uskupení (např. Srbsko a Černá Hora) nebo naopak mezistupeň státní integrace (např. Švýcarsko do roku 1848 nebo USA do roku 1787).

## Konfederace v historii
Konfederaci tvořily v minulosti tyto státy:
- Švýcarsko v letech 1291–1798 a 1815–1848 [4][pozn. 1]
- Spojené provincie nizozemské v letech 1579–1795[4]
- Spojené státy americké v letech 1776–1787[4]
- Konfederované státy americké v letech 1861–1865[4]
- Rýnský spolek v letech 1645–1658 (spojenectví několika německých panovníků na ochranu nezávislosti)[8][9]
- Rýnský spolek v letech 1806–1813 (konfederace německých států pod francouzskou hegemonií Napoleona I.)[9][10]
- Německý spolek v letech 1815–1866[4]
- Severoněmecký spolek v letech 1866–1871[4]
- Sjednocená arabská republika v letech 1958–1961
- Senegambie v letech 1982–1989 (Senegal a Gambie)
- Srbsko a Černá Hora v letech 2003–2006[11]

Neuskutečněným záměrem z doby po druhé světové válce byla Polsko-československá konfederace. Znaky konfederace vykazovala i reálná unie Rakousko-Uherského soustátí.

## Konfederace v současnosti
Znaky konfederace vykazuje Evropská unie (základem je mezinárodní smlouva), která však vykazuje i určité znaky federace (např. přímá působnost právních předpisů ve formě Nařízení Evropské unie). Je tak možné se setkat s označením kvazifederace, tedy stát jenž vykazuje jak prvky federace tak i konfederace.
V současnosti se za de facto konfederaci považuje Bosna a Hercegovina. Ta je tvořena dvěma tzv. entitami: 1) Republika srbská a 2) Federace Bosny a Hercegoviny (ta se skládá z občanského společenství Bosňáků a společenství (bosenských) Chorvatů). Třetí částí je tzv. Distrikt Brčko, který je spravován orgány obou hlavních entit. Ve všech ústavních orgánech je ústavně zakotveno paritní zastoupení představitelů Srbů, Bosňáků a Chorvatů. Toto zřízení bylo výsledkem uzavření tzv. Daytonské dohody, jež docílila ukončení ozbrojených konfliktů na území Bosny a Hercegoviny.
V roce 1997 byl založen Svaz Ruska a Běloruska. V červenci 2024 byla založena konfederace Aliance sahelských států jejíž členové jsou Mali, Niger a Burkina Faso.

## Název státu
| „                                                                | Označení státu v názvu za konfederaci (nebo za federaci) však nesmí svádět k nesprávné obsahové analýze struktury vztahů mezi státy a jejich částmi: Švýcarská konfederace (podle názvu státu) byla federací již od roku 1848, přestože svůj název změnila až s ústavou v roce 1999. Stejně tak federativní uspořádání státu nemusí být součástí názvu státu (dnešní Belgické království). | “ |
| — Monografie Státověda: Stát - Jednotlivec - Konstitucionalismus | |   |